# 中山星香
中山 星香（なかやま せいか、1954年〈昭和29年〉3月6日 - ）は、日本の漫画家。岡山県倉敷市出身、東京都練馬区在住、血液型はA型。
矢吹れい子名義で『初代・日ペンの美子ちゃん』を執筆していたことでも知られる。実兄は、同じく漫画家の中山蛙。ペンネームは実家の「中山青果」に由来する。日本の少女向けファンタジー・コミックの開拓者であり、第一人者である。「日本漫画家協会」・「ぐるーぷANTI 」の2団体に所属している（2023年時点）。

## 経歴
岡山県岡山市生まれ、倉敷市に育ち、小学生の頃から兄から漫画の描き方を教わる。岡山県立倉敷青陵高等学校卒業後に上京、飯塚よし照の“猪まんがスタジオ”に入社。猪まんがスタジオが受注した仕事のひとつに、通信教育「現代ボールペン習字講座」の広告漫画執筆があった。漫画家としてプロデビュー前だった中山は“矢吹れい子”名義で1972年（昭和47年）から1977年（昭和52年）まで『日ペンの美子ちゃん』を執筆した。1975年、同スタジオを卒業。
また、和田慎二らの同人誌「あぴいる」に参加。1975年（昭和50年）に『高二時代』（旺文社）に「窓からこんにちわ」を掲載。『りぼん』『花とゆめ』などにも投稿した。
『月刊プリンセス』の漫画スクールに投稿したところ、編集者の目に止まり "ショート・ストーリーのコメディーを描いてみないか" と誘われて24頁の作品を仕上げ、1977年（昭和52年）、秋田書店『別冊ビバプリンセス 4月25日春季号』に『ヤーケウッソ物語』が掲載され本格デビュー。
続いて『月刊プリンセス』でファンタジー作品「はいどうぞ!」「ファンタムーシュ」や、学園ラブコメディ「聖祈苑へようこそ!」などを連載。デビュー当時は、少女向けコミックの世界では読者も編集者も「ファンタジー」という形式を読み解くリテラシーがなく、中山が温めていたハイ・ファンタジーのアイデアは、最初『ヤーケウッソ物語』「はい どうぞ！」などのギャグコメディ作品のキャラクターとして世に出され、その後本格的なハイ・ファンタジー作品を連載した。北欧神話やケルト民話、J・R・R・トールキンなどの影響の濃い作風で、独自の世界観に基づくハイ・ファンタジーの分野を少女漫画において開拓した。
代表作は、『月刊プリンセス』誌上において16年以上にわたり連載された、「妖精国（アルフヘイム）の騎士」（2005年（平成17年）1月号より『プリンセスGOLD』に移動・掲載された）。この作品はライフワークとしている『三剣物語』（みつるぎものがたり）の第三部に相当する。秋田書店や作家本人によって宣伝文句の一つでもあった、いわゆる“Nonstop連載”「妖精国の騎士」本編が、2006年（平成18年）10月16日発売の『プリンセスGOLD』2006年11+12月号（通算238話）にて完結となった。
2007年（平成19年）4月に刊行された「妖精国の騎士」文庫版27巻にて雑誌掲載+数ページ加筆がなされ、本編には『プリンセスGOLD』誌掲載版とコミックス54巻版と文庫27巻版の3種類の完結が並行して存在している事になる。また文庫版26巻・作者本人による「あとがき」5ページ半にて、「妖精国の騎士」は、手塚治虫の「双子の騎士」が着想のヒントになった事も明らかにされた。
2007年（平成19年）、本編完結はしたものの、いくつかの伏線解消がなされていなかったためか、編集部より後日譚4話の読み切り形式での掲載依頼があった。「妖精国の騎士Ballad」と命名され、不定期で『プリンセスGOLD』に掲載完了。しかし、「妖精国の騎士」の双児の兄妹の兄王子ローラント（後の新生アルトディアス国王ローラント1世）と「月魂（つきしろ）の騎士」のハイリオン王子が描き手が同じというだけではなく瓜二つであるため、ダブるのを避けるためにと「月魂の騎士」は執筆が中断されたが、「妖精国の騎士」完結後も「月魂の騎士」の執筆が再開される兆しはない。
2007年（平成19年）9月にYahoo!オークションのページで20年ぶりに『日ペンの美子ちゃん』が特別編として復活した（2008年（平成20年）2月29日まで）。
2008年（平成20年）5月9日には日本漫画家協会より、代表作の『妖精国の騎士』に対して、少女漫画として珍しい大長編であることや、作品のボルテージが落ちない様子や絵の美しさが評価され、第37回（2008年度）の「日本漫画家協会優秀賞」を受賞し、翌月の6月14日にグランドプリンスホテル赤坂にて贈賞式が行われた。
編集委員会の委員長を石ノ森章太郎が務めた『日本漫画家名鑑500』にて、「花冠の竜の国」・「妖精国の騎士」・「フィアリーブルーの伝説」・「魔法使いたちの休日」の4作品の書影を代表作として掲載している（1992年時点）。
2020年（令和2年）「妖精国の騎士」正統続編作品として「妖精国の騎士Ballad」「ロビン-風の都の師弟-」「妖精国の騎士Ballad〜金緑の谷（ハリストーク）に眠る竜〜」に続き、「妖精国の騎士Ballad 〜継ぐ視の守護者〜」を連載中。

### 三剣物語
『三剣物語』は以下の4部構成となっており、三振りの魔剣にまつわる物語が展開する予定となっている。
- 第1部 三剣創生の物語
- 第2部『妖精国の騎士』（新書判単行本：全54巻および文庫判：全27巻）
上述の後日談『妖精国の騎士Ballad』（新書判単行本：全1巻、2007年8月16日発売）
『妖精国の騎士Ballad』の続編として『ロビン-風の都の師弟-』（新書判単行本：全3巻、『FlexComixフレア』にてweb連載終了）
『妖精国の騎士Ballad』『ロビン-風の都の師弟-』の続編『妖精国の騎士Ballad〜金緑の谷に眠る竜〜』（新書判単行本：全5巻）
『妖精国の騎士Ballad 〜継ぐ視の守護者〜』（新書判単行本：既刊9巻 2025年2月時点[12]、webコミック誌『プチプリンセス』で連載中）
- 第3部『はるかなる光の国へ』（新書判単行本：全1巻）
- 第4部予告タイトル『アルディアの炎』

作品化されているものは第2部と第3部のみ。

## 妖精国（アルフヘイム）
三剣物語をはじめ、中山の殆どの作品に某かの形で登場する妖精国である。この国からの使者は黒い蝙蝠様の羽を持つ“ネコノテ”と呼ばれる猫科の生き物であり、普段は手のみが地面から出ているが、その手を引っぱり上げると猫本体が出現する。様々な有象無象の善悪入り乱れた妖精妖獣達が跳梁跋扈し、幾らかの妖獣は偶に人間界に出没したりしている。尚、この国は極めて厳格な魔法規則に従っている為に、魔法が増幅される『魔法使いたちの休日』と呼ばれる期間には人間界に避難する事もある。作者にとって理想郷（ユートピア）の一つの形であると思われる。

## ネリマドール
作者の居住する地が基となった架空世界。作者にとってある種の理想郷（ユートピア）的な世界であり、その名前は公式サイトのタイトルともなっている。様々な作品世界とつながっている、いわば中継地点のような地であると言えるかもしれない。

## 作品リスト

### 漫画
秋田書店
- はいどうぞ!
- ファンタムーシュ
- 6月国の王子さま
- アンリ・ランディの銀の鳥
- 夏荘の姫君
- グリフォン・ガーデン
- 魔法使いたちの休日
- はるかなる光の国へ
- フィアリーブルーの伝説
- 花冠の竜の国
  - 花冠の竜の姫君
  - 花冠の竜の国2nd
  - 花冠の竜の国encoreー花の都の不思議な一日ー

- 聖祈苑（セントイノリエン）にようこそ!
- ミッドナイト☆シンディ
- 空の迷宮
- 13枚綴りのお客人
- 月魂の騎士
- 妖精国（アルフヘイム）の騎士
  - 妖精国の騎士Ballad
  - 妖精国の騎士Ballad〜金緑の谷に眠る竜〜
  - 妖精国の騎士Ballad 〜継ぐ視の守護者〜

- 夜天の星特急
- エイリエルとエアリアンの詩
- 招魔の旋律
- 中山星香セレクション 1 花冠の竜の国へ
- 中山星香セレクション 2 白魔法使いの集い
- 中山星香セレクション 3 コイスルオトメ

東京三世社
- エルブラントの青い瞳

朝日ソノラマ（現朝日新聞出版）
- 東は南 西は北
- 沈黙の声
- ゾーイ 水底の恋人

新書館
- 蒼空にある林苑（ソラニアルモリ）
- 夜天の星特急

主婦と生活社
- ボンジュールベースボール
- 化身の都

宙出版
- 7番目の少年 〜アーサー・ロビン物語〜
- ボンジュール・ベースボール

ソフトバンククリエイティブ
- ロビン-風の都の師弟-

学研
- 学研まんが早わかり入門シリーズ3 クッキング入門（監修：林廣美）

### 共著・企画参加
- 青池保子『「エロイカより愛をこめて」に愛をこめて!!』秋田書店、2024年（2024年2月25日発行）、51-54頁。ISBN 978-4-253-10694-8。（トリビュート企画本／初出：「ミステリーボニータ」2021年12月号『薔薇の伯爵に愛をこめて』）
- プリンセス編集部 編『「刀剣乱舞-ONLINE-」アンソロジー ー本丸待機中!ー』秋田書店〈プリンセス・コミックスDX〉、2019年10月8日。ISBN 978-4-253-15319-5。「◆Special Illustration◆ 中山星香」

### 画集
秋田書店
- 『薔薇色花月（）：中山星香デビュー40周年記念原画集』秋田書店、2018年（2018年3月10日発行）。ISBN 978-4-253-10135-6。

### 挿絵
早川書房
- 白馬の王子 - 著:タニス・リー ※カバーのみ
- 月と太陽の魔道師 - 著:タニス・リー
- 水晶の涙 - 著:ジェイン・ヨーレン
- アイルの書 - 著:ナンシー・スプリンガー
- 魔法の歌 - 著:ロバータ・A.マカヴォイ
- トヴィウスの森の物語 - 著:井辻朱美

## その他の活動
- まんが甲子園 - 第7回から第15回まで審査員をしていた。その後も大会にメッセージを送るなど関わりがある[14]。